# Siméon Denis Poisson
Siméon Denis Poisson (Pithiviers, 21. lipnja 1781. – Pariz, 25. travnja 1840.), francuski fizičar i matematičar. Profesor matematike i mehanike na École Polytechnique (od 1806.) i mehanike na Faculté des sciences u Parizu. Autor mnogih znanstvenih radova s područja matematičke fizike i racionalne mehanike. Bavio se Fourierovim integralima, računom varijacija i vjerojatnosti, problemima iz elektrostatike i magnetizma. Značajnija djela: Rasprava o mehanici (fran. Traité de mécanique, 1811.), Matematička teorija topline (fran. Théorie mathématique de la chaleur, 1835.), Istraživanja o vjerojatnosti sudova (fran. Recherches sur la probabilité des jugements, 1837.). Njegovo ime nalazi se na listi 72 znanstvenika ugraviranih na Eifellovom tornju.

## Doprinosi

### Poissonova raspodjela
Poissonova raspodjela je oblik statističke razdiobe koja se upotrebljava u biologiji i fizici (na primjer za radioaktivni raspad):
{\displaystyle \!f(k;\lambda )=\Pr(X{=}k)={\frac {\lambda ^{k}\cdot e^{-\lambda }}{k!}},}
gdje je: k = 0, 1, 2, …, λ - se naziva Poissonov parametar, a ovisi o sustavu na koji se razdioba primjenjuje, e - Eulerov broj ili Napierova konstanta (e = 2,71828…). Pr je vjerojatnost da se u takozvanom Poissonovu procesu u danom vremenu t pojavljuje upravo k događaja ili stanja.

### Poissonov omjer
Poissonov omjer ili Poissonov koeficijent je omjer između kontrakcije presjeka i dilatacije, kada sila djeluje okomito na poprječni presjek tijela; karakteristika je elastičnih svojstava nekoga materijala. Poissonov omjer (oznaka: υ) se određuje kao omjer poprečnog smanjenja i uzdužnog produljenja nekog materijala prilikom vlačnog ispitivanja na kidalici. Bio bi jednak 0,5 ako se obujam tijela prilikom rastezanja ne bi promijenio. Dobio je naziv prema Siméonu Poissonu (1781. – 1840.), francuskom fizičaru i matematičaru. Ako se materijal tlači u smjeru jedne osi, onda se on širi u smjeru druge dvije osi.
Većina materijala ima Poissonov omjer u području od 0 do 0,5. Čelik i tvrdi polimeri imaju Poissonov omjer oko 0,3. Guma ima gotovo vrijednost 0,5, dok za pluto iznosi 0. Za Poissonov omjer vrijedi:
{\displaystyle \nu =-{\frac {d\varepsilon _{\mathrm {trans} }}{d\varepsilon _{\mathrm {axial} }}}=-{\frac {d\varepsilon _{\mathrm {y} }}{d\varepsilon _{\mathrm {x} }}}=-{\frac {d\varepsilon _{\mathrm {z} }}{d\varepsilon _{\mathrm {x} }}}}
gdje je: {\displaystyle \nu } - Poissonov omjer, {\displaystyle \varepsilon _{\mathrm {trans} }} - poprečno (transverzalno) suženje ili skupljanje, {\displaystyle \varepsilon _{\mathrm {axial} }} - uzdužno (aksijalno) produljenje .

#### Primjena
Poissonov omjer ima najveći utjecaj na protok fluida pod velikim tlakom. Kada je fluid unutar cijevi pod velikim tlakom, cijev se širi. Zbog Poissonovog djelovanja dogodit će se da će promjer cijevi povećati, a po duljini cijevi će se primjetno skratiti, što može utjecati na spoj cijevi, te naprezanja u spoju mogu dovesti do oštećenja ili deformacije, a ponekad i do loma materijala.
Za većinu stijena iznosi oko 0,25, dok za tekućine i plinove doseže najveću moguću vrijednost od 0,5. Jedna je od veličina o kojoj ovisi brzina rasprostiranja elastičnih valova, što se koristi pri proučavanju potresa.
Pluto se upotrebljava kao čep za boce upravo iz razloga što mu je Poissonov omjer jednak 0. Dio pluta koji je već u grlu boce, neće vršiti naprezanje na dio pluta koji je izvan grla boce, pa se lagano može dalje utisnuti, jer treba savladati samo silu trenja. Kada bi čep bio od gume, dio koji je unutar grla boce bi stvorio veliku silu, pa bi utiskivanje takvog čepa bilo izuzetno teško.

### Poissonova jednadžba
Poissonova jednadžba je nehomogena linearna diferencijalna jednadžba drugoga reda koja služi za rješavanje niza zadataka matematičke fizike, kao što su na primjer preračunavanje elektrostatičkoga potencijala pri danom rasporedu naboja ili razdiobe temperature u tijelu kojemu se krajevi drže na konstantnim temperaturama, na primjer: 
{\displaystyle \Delta \varphi =-{\rho  \over \varepsilon _{0}}}
gdje je: Δ - Laplaceov operator (Pierre-Simon Laplace), φ - električni potencijal, ρ - gustoća prostornoga naboja, ε0 - dielektričnost polja (dielektrična konstanta vakuuma). 